# Daniel Telecký
Daniel Telecký je český právník. Do širšího povědomí se dostal jako předseda akademického senátu Právnické fakulty Západočeské univerzity v Plzni v době skandálu s neoprávněným udělováním akademických titulů tzv. turbostudentům. Na fakultě působil jako pedagog na katedře finančního práva.
Období od srpna 1995 do června 1997 strávil ve vazebních věznicích v Litoměřicích a v Ostrově nad Ohří pro podezření z daňových deliktů. Později bylo stíhání zastaveno.
Za kritická vyjádření na vedení plzeňské právnické fakulty zažaloval předsedkyni akreditační komise Vladimíru Dvořákovou a požadoval omluvu a odškodnění 100 tisíc korun. Městský soud však žalobu zamítl a toto rozhodnutí potvrdil i odvolací vrchní soud, když její kritika měla mít reálné a pravdivé základy.
V roce 2011 mu byl spolu s Milanem Kindlem, Jaroslavem Zachariášem a Ivanem Tomažičem udělen Českým klubem skeptiků Sisyfos zlatý Bludný balvan v kategorii družstev za „příkladné zviditelnění jména své fakulty doma i v zahraničí“.